# Política da Guatemala
A política da Guatemala ocorre numa estrutura de república democrática representativa presidencialista, onde o Presidente da Guatemala atua como chefe de estado, chefe de governo e de um sistema multipartidário. O Poder Executivo é exercido pelo governo. O Poder Legislativo é exercido tanto pelo governo quanto pelo Congresso da República. O Judiciário é independente do Executivo e do Legislativo. A Guatemala é uma República Constitucional.
A Constituição da Guatemala de 1985 prevê a separação de poderes entre os poderes executivo, legislativo e judiciário do governo.

## Poder Legislativo

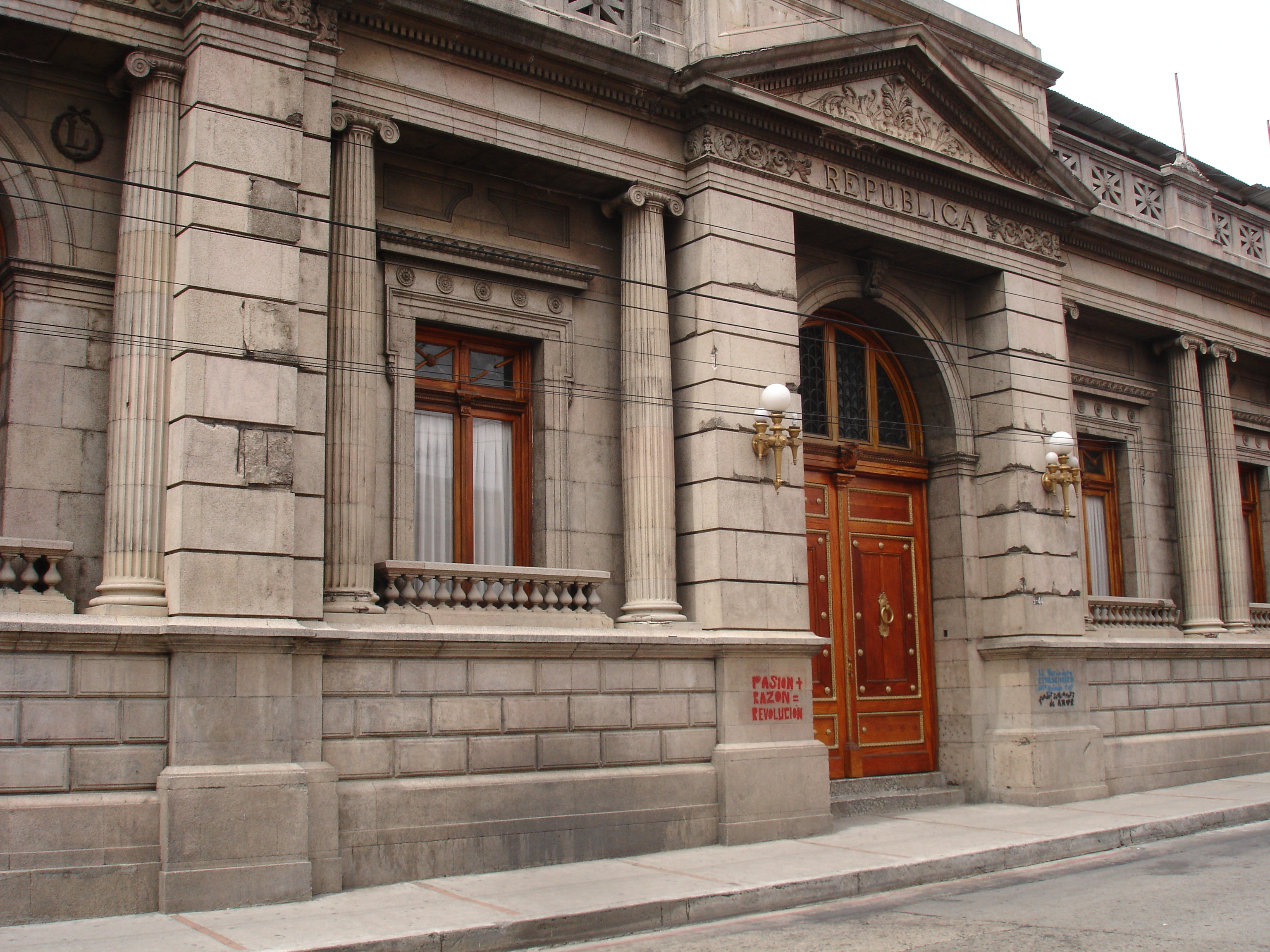
Palácio Legislativo, Cidade da Guatemala, sede do poder legislativo

O parlamento da Guatemala, o Congresso da República, elege 160 assentos a cada quatro anos simultaneamente com as eleições presidenciais.

## Poder Executivo

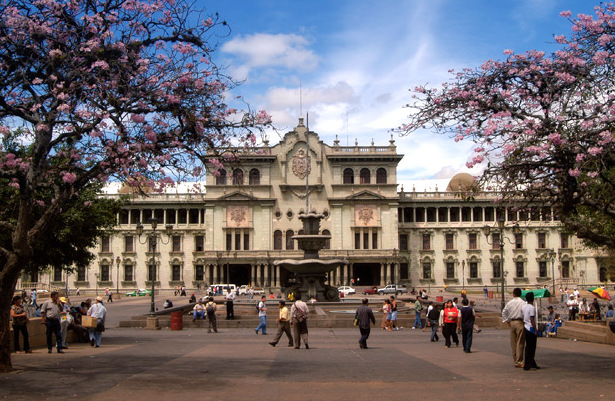
Palácio Nacional da Guatemala, sede do poder executivo.

O Presidente da República da Guatemala é o chefe de estado e governo da Guatemala por mandato do povo. Em suas tarefas executivas é auxiliado por um gabinete de ministros que são designados pelo próprio presidente.